# كيني سميث
كيني سميث (بالإنجليزية: Kenny Smith) مواليد 8 مارس 1965 في كوينز، هو لاعب كرة سلة أمريكي سابق بدأ مسيرته الاحترافية في سنة 1987 وحمل الرقم 30 و31. يبلغ طوله 6 قدم 3 بوصة (1.9 م). مثّل منتخب بلاده. اعتزل اللعب في 1997.

## فرق لعب لها
- سكرامنتو كينغز
- أتلانتا هوكس
- هيوستن روكتس
- ديترويت بيستونز
- أورلاندو ماجيك
- دنفر ناغتس

## الميداليات
| الميدالية | المسابقة                         |
| --------- | -------------------------------- |
| ذهبية     | بطولة كأس العالم لكرة السلة 1986 |

## روابط خارجية
- كيني سميث على موقع IMDb (الإنجليزية)
- كيني سميث على موقع قاعدة بيانات الفيلم (الإنجليزية)
- كيني سميث على موقع الاتحاد الدولي لكرة السلة (الإنجليزية)
- كيني سميث على موقع إن بي أي (الإنجليزية)
- كيني سميث على موقع سبورتس رفرنس (الإنجليزية)
- كيني سميث على موقع كلية كرة السلة في سبورتس رفرنس.كوم (الإنجليزية)
- كيني سميث على موقع ريلجم (الإنجليزية)
- كيني سميث على موقع بروبوليرز (الإنجليزية)